# Ornithoctonus andersoni
Espèce
Ornithoctonus andersoni est une espèce d'araignées mygalomorphes de la famille des Theraphosidae.

## Distribution
Cette espèce est endémique de Birmanie.

## Étymologie
Cette espèce est nommée en l'honneur de John Anderson.

## Publication originale
- Pocock, 1892 : Supplementary notes on the Arachnida and Myriopoda of the Mergui Archipelago: with descriptions of some new species from Siam and Malaysia. Journal of the Linnean Society of London, vol. 24, p. 316-326 (texte intégral).